# Frederick Barrett

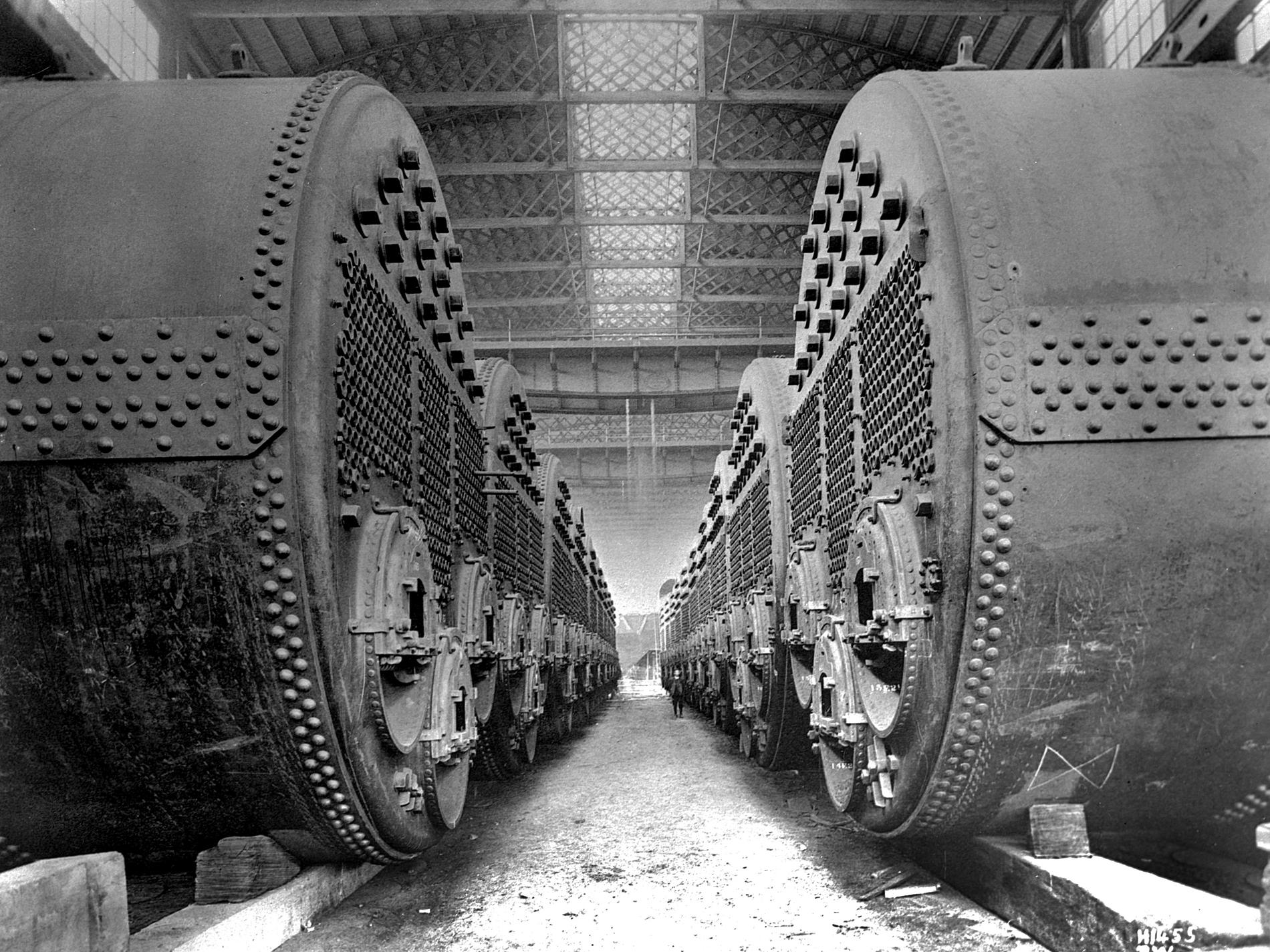
Titanics ångpannor, fotograferade kort innan de installerades på fartyget. Frederick Barrett arbetade som förman i ett av pannrummen.

Frederick William Barrett, född 10 januari 1883 i Lancashire, England, död 3 mars 1931 i Liverpool, England, var eldarförman på Atlantångaren RMS Titanic, och överlevde fartygets förlisning till följd av en isbergskollision i april 1912. Han vittnade om katastrofen i förhör både i USA och Storbritannien. Eftersom han var en av mycket få överlevande som befann sig där vatten allra först började strömma in i fartyget kunde han ge många värdefulla upplysningar om vad som hände i pannrummen under förlisningen. Efter katastrofen jobbade han ombord på Titanics systerfartyg RMS Olympic. Han avled i sin hemstad Liverpool, 48 år gammal i sviterna av tuberkulos. Barretts dramatiska upplevelser har porträtterats i flera filmer som har gjorts om Titanic, bland annat TV-filmen S.O.S. Titanic (1979) och Titanic (1997).

## Ombord på Titanic
Barrett hade ombord på Titanic tjänst som förman i pannrum nummer 6. Detta pannrum var det som låg längst förut av alla fartygets pannrum innan lastrummen tog vid. Innan katastrofen var ett antal män nära hans sektion sysselsatta med att försöka få bukt med en självantänd brand i ett av de främre kolförråden. Eldaren Charles Hendrickson vittnade om att han sett ett av de vattentäta skotten rött, glödhett och böjt till följd av detta medan han arbetade med att försöka släcka branden.
På kvällen den 14 april samtalade Barrett med andre maskinisten Hesketh. Plötsligt började en röd lampa blinka samtidigt som en signalklocka började ljuda. Detta betydde att fartyget omedelbart behövde stoppas. Barrett ropade genast åt eldarna att stänga pannluckorna och strypa lufttillförseln. Besättningsmännen hann dock aldrig med att helt fullfölja ordern innan ett brak hördes och vatten med stor kraft började strömma in i pannrummet från styrbordssidan. Barrett, Hesketh och några andra tog sig ut ur sektionen genom den vattentäta dörr som var på väg att stängas. Barrett var den siste som hann ut och han berättade att han inte visste vad som hände med de som blev kvar i sektionen. Han beordrades sedan att ta sig tillbaka till detta pannrum med hjälp av en nödstege, men fann detta omöjligt då vattnet redan nått en nivå på 8 fot. Han blev istället beordrad att stanna kvar i pannrum 5 där han med några få andra arbetade med att få ner temperaturen i pannorna. Detta för att undvika en explosion vid kontakt med det iskalla vattnet. Elbelysningen slocknade under en period, men kom sedan tillbaka. De flesta andra besättningsmännen i pannrummen hade beordrats upp på däck. Under arbetet föll den stressade maskinisten Jonathan Shepherd genom en öppen lucka och bröt benet. Barrett och maskinisten Herbert Harvey hjälpte honom till en annan del av maskinrummet. Därefter gav troligen det vattentäta skottet vika och även denna sektion började snabbt översvämmas. Barrett lyckades klättra upp för en nödstege, medan Harvey och Shepherd blev kvar. Enligt boken A Night to Remember ska han ha bevittnat när de båda sköljdes bort, men detta påstående är ifrågasatt.

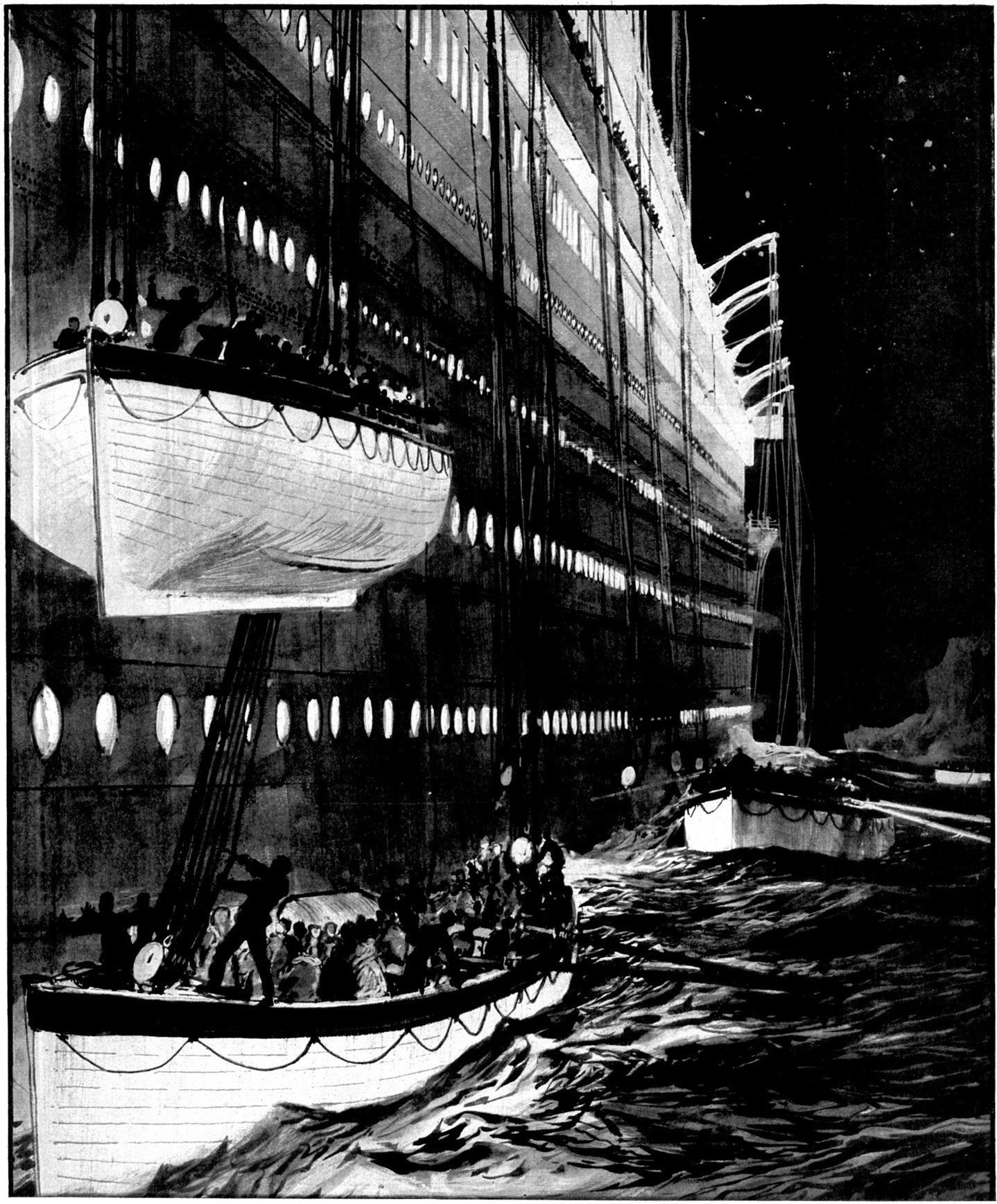
Livbåt 13 som Barrett räddades i var snuddande nära att kollidera med livbåt 15 under nedfirningen.

Han lyckades sedan ta sig upp till däck A där två livbåtar lastades längst akterut, nummer 13 och nummer 15. Han tog plats i nummer 13 som var överfylld med folk. I denna livbåt fanns även passageraren Lawrence Beesley som kom att skriva en välkänd bok om katastrofen. När de nådde vattenytan höll de först på att komma under ett hål där vatten med stor kraft pumpades ut från fartyget. Bara ett ögonblick senare firades även livbåt 15 ner. Ingen av besättningen på däck märkte att den firades ner rakt över nummer 13, trots att flera personer skrek upp mot fartyget. Barrett och en sjöman skar då så snabbt de kunde av repen till dävertarna och de kunde med nöd och näppe skjuta sig bort innan livbåten ovanför dem hamnade i vattnet. Han hade sedan befälet för livbåten under någon halvtimme, men blev sedan kall och var redan innan kraftigt utmattad. En kvinna lade en filt över honom och han blev nära på medvetslös. Barrett kunde inte komma ihåg någonting efter detta, men han vaknade upp kort innan livbåten togs ombord på det räddande fartyget RMS Carpathia. Enligt Beesley som skrev om Barrett i sin bok ska han ha vaknat upp som väckt ur en dröm när Carpathia avlossade en raket och sagt: "-Det där var en kanon!".
Värt att nämna är att en annan besättningsman med nästan samma namn, Frederick William Barrett, fanns med på Titanic och omkom i förlisningen. Personerna förväxlas ibland men det rör sig alltså om två olika människor.

## Fotnoter
1. 1 2  Encyclopedia Titanica.[källa från Wikidata]
2. ↑  ”Frederick William Barrett (1883-1931) – Find a...”. sv.findagrave.com. https://sv.findagrave.com/memorial/228776448/frederick-william-barrett. Läst 16 oktober 2024.
3. ↑  http://www.titanicinquiry.org/BOTInq/BOTInq05Hendrickson03.php
4. ↑  https://www.encyclopedia-titanica.org/titanic-victim/jonathan-shepherd.html
5. ↑  https://books.google.se/books/about/The_Story_of_the_Titanic_As_Told_by_Its.html?id=SuwB7jjOKfcC&printsec=frontcover&source=kp_read_button&redir_esc=y#v=onepage&q=barrett&f=false
6. ↑  http://www.gutenberg.org/files/6675/6675-h/6675-h.htm (Kapitel V)
7. ↑  https://www.encyclopedia-titanica.org/titanic-victim/frederick-william-barrett.html